# Konrad Farner
Konrad Farner (* 11. Juli 1903 in Luzern; † 3. April 1974 in Zürich) war ein Schweizer Kunsthistoriker, Essayist und sozialistischer Intellektueller.

## Leben
Konrad Farner entstammte einer alten Zürcher Familie und war Sohn eines Geometers. Er besuchte die Primarschule sowie das Gymnasium in Luzern und studierte von 1922 bis 1924 Kunstgeschichte und Geschichte in Frankfurt am Main, München und Köln. Nach ersten Arbeitsjahren als Antiquar und Kunstexperte studierte er von 1936 bis 1941 in Basel Politikwissenschaft, Geschichte, Literatur und Theologie bei Karl Barth und Edgar Salin. 
Nach diesen Jahren der Bildung wurde Konrad Farner Verlagslektor, freier Schriftsteller, Kunsthistoriker, politischer Essayist und Theoretiker. Er lebte bis 1950 in Frenkendorf, zog um und lebte von da an bis zu seinem Tod in Thalwil. Konrad Farner war schon 1923 der Kommunistischen Partei der Schweiz beigetreten. Er machte sich stark für den Kommunismus und wurde wegen seiner Ansichten über den Kalten Krieg nach dem Ungarnaufstand 1956 massiv bedroht. Von da an war Konrad Farner eine Persona non grata, auch seine Familie konnte nicht mehr in Ruhe leben. Erst rebellierende Studenten der 68er-Bewegung entdeckten Farner als Geistesverwandten und versuchten, ihn gegen den Widerstand der etablierten Professoren als akademischen Lehrer zu installieren. In Basel scheiterte 1968 ein solcher Versuch, in Zürich wurde ihm 1972 aber ein kunstsoziologischer Lehrauftrag erteilt. 
Konrad Farner war seit 1941 verheiratet mit Martha von Reding, geborene Gemsch (1903–1982), mit welcher er eine Tochter und einen Sohn hatte. Er starb 1974 an den Folgen einer missglückten Operation.

## Werke
- Hans Erni. Weg und Zielsetzung des Künstlers. Zürich/London 1943.
- Christentum und Eigentum bis Thomas von Aquin. Francke, Bern 1947.
- Picassos Taube. Dresden 1956.
- Wird die moderne Kunst gemanagt? Baden-Badener Kunstgespräche. Agis Verlag, Baden-Baden 1956.
- Fragen und Frager. Christ und Marxist heute. Fladung, Düsseldorf 1958.
- Die Schweiz. Essay (26 S.), Fotos von Louis Cahans (263 S.), Sachsenverlag, Dresden 1959.
- Gustave Doré. Der industrielle Romantiker. Dresden 1962; Rogner und Bernhard, München 1975.
- Theologie des Kommunismus. Frankfurt am Main 1969; Diogenes, Zürich 1985.
- Der Aufstand der Abstrakt-Konkreten. Luchterhand, Neuwied 1970.
- Francisco José de Goya. Richter und Gerichteter. Hans-Rudolf Lutz, Zürich 1970.
- Was ist Sozialismus? Was ist Marxismus? Ein Lehrheft. Verlagsgenossenschaft, Zürich 1971, 4. Aufl. 1976.
- Kunst als Engagement. Luchterhand, Darmstadt 1973 (= Sammlung Luchterhand, 101).
- Für die Erde: geeint – für den Himmel: entzweit. Zum Dialog Christ-Marxist. Neue Aufsätze. Theologischer Verlag, Zürich 1973.
- Konrad-Farner-Lesebuch. Hrsg. von Max Bächlin u. Martha Farner. Lenos, Basel 1978.